# Canton de Mont-Saint-Aignan
Le canton de Mont-Saint-Aignan est une circonscription électorale française située dans le département de la Seine-Maritime et la région Normandie.
Lors du redécoupage cantonal de 2014, la composition du canton reste inchangée.

## Géographie
Ce canton est organisé autour de Mont-Saint-Aignan dans l'arrondissement de Rouen. Son altitude varie de 4 m (Déville-lès-Rouen) à 171 m (Mont-Saint-Aignan) pour une altitude moyenne de 108 m.

## Histoire
Le canton a été créé en 1982 par division en trois du canton de Maromme.
Par décret du 27 février 2014, le nombre de cantons du département est divisé par deux, avec mise en application aux élections départementales de mars 2015. Le canton de Mont-Saint-Aignan est inchangé.

## Représentation

### Représentation avant 2015
| Période | Période          | Identité              | Étiquette | Qualité |
| ------- | ---------------- | --------------------- | --------- | --- |
| 1982    | 2004             | Gérard Simon          | RPR       | Professeur, vice-président du Conseil général (2001-2004)                                                           |
| 2004    | 2012 (démission) | Pierre Léautey        | PS        | Consultant en gestion, maire de Mont-Saint-Aignan (2008-2012) Vice-Président du Conseil général, député (2012-2014) |
| 2012    | 2015             | Mary-Françoise Grenet | PS        | Enseignante retraitée, 1re adjointe au maire de Déville-lès-Rouen                                                   |

### Représentation à partir de 2015
| Période élective | Période élective | Mandat | Mandat   | Identité           | Nuance | Nuance | Qualité |
| ---------------- | ---------------- | ------ | -------- | ------------------ | ------ | ------ | --- |
| 2015             | 2021             | 2015   | 2021     | Bertrand Bellanger |        | DIV    | Dirigeant de société Ancien 1er adjoint au maire de Mont-Saint-Aignan Vice-Président du Conseil départemental Président depuis le 13 octobre 2019 |
| 2015             | 2021             | 2015   | 2021     | Catherine Flavigny |        | LR     | Retraitée de l'enseignement Maire de Mont-Saint-Aignan (depuis 2014)                                                                              |
| 2021             | 2028             | 2021   | en cours | Bertrand Bellanger |        | LREM   | Président du conseil départemental |
| 2021             | 2028             | 2021   | en cours | Catherine Flavigny |        | LR     | Maire de Mont-Saint-Aignan |

### Résultats détaillés

#### Élections de mars 2015
À l'issue du 1er tour des élections départementales de 2015, deux binômes sont en ballottage : Bertrand Bellanger et Catherine Flavigny (Union de la Droite, 37,51 %) et Patrice Colasse et Mary-Françoise Grenet (PS, 28,07 %). Le taux de participation est de 48,12 % (9 797 votants sur 20 358 inscrits) contre 49,48 % au niveau départemental et 50,17 % au niveau national.
Au second tour, Bertrand Bellanger et Catherine Flavigny (Union de la Droite) sont élus avec 55,01 % des suffrages exprimés et un taux de participation de 45,91 % (4 775 voix pour 9 347 votants et 20 359 inscrits).
Bertrand Bellanger est adhérent de LREM.

#### Élections de juin 2021
Le premier tour des élections départementales de 2021 est marqué par un très faible taux de participation (33,26 % au niveau national). Dans le canton de Mont-Saint-Aignan, ce taux de participation est de 33,54 % (6 477 votants sur 19 313 inscrits) contre 32,19 % au niveau départemental. À l'issue de ce premier tour, deux binômes sont en ballottage : Bertrand Bellanger et Catherine Flavigny (Union à droite, 48,2 %) et Vincent Duchaussoy et Élisabeth Lair (Union à gauche avec des écologistes, 27,38 %).
Le second tour des élections est marqué une nouvelle fois par une abstention massive équivalente au premier tour. Les taux de participation sont de 34,36 % au niveau national, 32,06 % dans le département et 33,87 % dans le canton de Mont-Saint-Aignan. Bertrand Bellanger et Catherine Flavigny (Union à droite) sont élus avec 60 % des suffrages exprimés (3 700 voix pour 6 543 votants et 19 320 inscrits),,. 

## Composition
Le canton de Mont-Saint-Aignan regroupe deux communes depuis sa création,.
| Nom                                       | Code Insee | Intercommunalité          | Superficie (km2) | Population (dernière pop. légale) | Densité (hab./km2) | Modifier                                    |
| ----------------------------------------- | ---------- | ------------------------- | ---------------- | --------------------------------- | ------------------ | ------------------------------------------- |
| Mont-Saint-Aignan (bureau centralisateur) | 76451      | Métropole Rouen Normandie | 7,94             | 20 188 (2022)                     | 2 543              | modifier les données · modifier les données |
| Déville-lès-Rouen                         | 76216      | Métropole Rouen Normandie | 3,16             | 10 690 (2022)                     | 3 383              | modifier les données · modifier les données |
| Canton de Mont-Saint-Aignan               | 7622       |                           | 11,10            | 30 878 (2022)                     | 2 782              | modifier les données                        |

## Démographie

### Démographie avant 2015
| 1982   | 1990   | 1999   | 2006   | 2011   | 2012   |
| ------ | ------ | ------ | ------ | ------ | ------ |
| 30 872 | 30 482 | 31 706 | 31 065 | 29 698 | 30 070 |

### Démographie depuis 2015
En 2022, le canton comptait 30 878 habitants, en évolution de +5,43 % par rapport à 2016 (Seine-Maritime : +0,35 %, France hors Mayotte : +2,11 %).
| 2013   | 2018   | 2022   |
| ------ | ------ | ------ |
| 29 487 | 29 723 | 30 878 |